# Nāḩiyat Tasīl
Nāḩiyat Tasīl (arabiska: ناحية تسيل) är ett subdistrikt i Syrien.   Det ligger i provinsen Dar'a, i den sydvästra delen av landet, 80 km söder om huvudstaden Damaskus.
Trakten runt Nāḩiyat Tasīl består till största delen av jordbruksmark. Runt Nāḩiyat Tasīl är det ganska tätbefolkat, med 214 invånare per kvadratkilometer.